# La Chapelle-Moulière
La Chapelle-Moulière és un municipi francès situat al departament de la Viena i a la regió de la Nova Aquitània. L'any 2007 tenia 606 habitants.

## Demografia

### Població
El 2007 la població de fet de La Chapelle-Moulière era de 606 persones. Hi havia 239 famílies de les quals 47 eren unipersonals (16 homes vivint sols i 31 dones vivint soles), 90 parelles sense fills, 86 parelles amb fills i 16 famílies monoparentals amb fills.
La població ha evolucionat segons el següent gràfic:
Habitants censats

### Habitatges
El 2007 hi havia 297 habitatges, 241 eren l'habitatge principal de la família, 43 eren segones residències i 13 estaven desocupats. 291 eren cases i 4 eren apartaments. Dels 241 habitatges principals, 210 estaven ocupats pels seus propietaris, 26 estaven llogats i ocupats pels llogaters i 5 estaven cedits a títol gratuït; 1 tenia una cambra, 3 en tenien dues, 29 en tenien tres, 65 en tenien quatre i 143 en tenien cinc o més. 194 habitatges disposaven pel capbaix d'una plaça de pàrquing. A 74 habitatges hi havia un automòbil i a 159 n'hi havia dos o més.

### Piràmide de població
La piràmide de població per edats i sexe el 2009 era:
| Homes | Edats   | Dones |
| ----- | ------- | ----- |
| 0     | 95 o +  | 0     |
| 4     | 90 a 94 | 4     |
| 0     | 85 a 89 | 0     |
| 0     | 80 a 84 | 4     |
| 20    | 75 a 79 | 20    |
| 12    | 70 a 74 | 4     |
| 12    | 65 a 69 | 20    |
| 4     | 60 a 64 | 12    |
| 12    | 55 a 59 | 4     |
| 24    | 50 a 54 | 12    |
| 12    | 45 a 49 | 16    |
| 20    | 40 a 44 | 20    |
| 24    | 35 a 39 | 16    |
| 36    | 30 a 34 | 28    |
| 8     | 25 a 29 | 16    |
| 8     | 20 a 24 | 8     |
| 16    | 15 a 19 | 20    |
| 12    | 10 a 14 | 28    |
| 24    | 5 a 9   | 16    |
| 24    | 0 a 4   | 20    |

## Economia
El 2007 la població en edat de treballar era de 383 persones, 293 eren actives i 90 eren inactives. De les 293 persones actives 280 estaven ocupades (141 homes i 139 dones) i 13 estaven aturades (9 homes i 4 dones). De les 90 persones inactives 41 estaven jubilades, 26 estaven estudiant i 23 estaven classificades com a «altres inactius».

### Ingressos
El 2009 a La Chapelle-Moulière hi havia 251 unitats fiscals que integraven 647 persones, la mediana anual d'ingressos fiscals per persona era de 20.243 €.

### Activitats econòmiques
Dels 13 establiments que hi havia el 2007, 3 eren d'empreses de construcció, 5 d'empreses de comerç i reparació d'automòbils, 3 d'empreses de transport, 1 d'una empresa d'hostatgeria i restauració i 1 d'una empresa de serveis.
Dels 4 establiments de servei als particulars que hi havia el 2009, 1 era un taller de reparació d'automòbils i de material agrícola, 1 fusteria, 1 electricista i 1 restaurant.
L'únic establiment comercial que hi havia el 2009 era una adrogueria.
L'any 2000 a La Chapelle-Moulière hi havia 12 explotacions agrícoles que ocupaven un total de 471 hectàrees.

## Equipaments sanitaris i escolars
El 2009 hi havia una escola elemental integrada dins d'un grup escolar amb les comunes properes formant una escola dispersa.

## Poblacions més properes
El següent diagrama mostra les poblacions més properes.